# Euphorbia herbacea
Euphorbia herbacea là một loài thực vật có hoa trong họ Đại kích. Loài này được (Pax) Bruyns mô tả khoa học đầu tiên năm 2006.